# Kunlong
Kunlong är en kommun i Myanmar.   Den ligger i regionen Shanstaten, i den nordöstra delen av landet, 500 km nordost om huvudstaden Naypyidaw. Antalet invånare är 61 154.